# バルセロナ・オープン・バンコ・サバデル
バルセロナ・オープン・バンコ・サバデル（Barcelona Open Banc Sabadell）は、毎年4月にスペイン・バルセロナで開催されるATPツアートーナメントである。サーフェスは屋外クレーコート、大会のカテゴリはATPツアー500に属す。1953年から開催され2012年で60回目を迎えた伝統ある大会であり、スペインではムチュア・マドリード・オープンに次ぐ重要な大会とされている。

## 大会歴代優勝者

### シングルス
| 年   | 優勝者                       | 準優勝者                     | スコア                      |
| ---- | ---------------------------- | ---------------------------- | --------------------------- |
| 2025 | ホルガ・ルーネ               | カルロス・アルカラス         | 7-6(8-6), 6-2               |
| 2024 | キャスパー・ルード           | ステファノス・チチパス       | 7-5, 6-3                    |
| 2023 | カルロス・アルカラス         | ステファノス・チチパス       | 6-3, 6-4                    |
| 2022 | カルロス・アルカラス         | パブロ・カレーニョ・ブスタ   | 6-3, 6-2                    |
| 2021 | ラファエル・ナダル           | ステファノス・チチパス       | 6-4, 6-7, 7-5               |
| 2020 | 大会開催なし                 | 大会開催なし                 | 大会開催なし                |
| 2019 | ドミニク・ティーム           | ダニール・メドベージェフ     | 6-4, 6-0                    |
| 2018 | ラファエル・ナダル           | ステファノス・チチパス       | 6-2, 6-1                    |
| 2017 | ラファエル・ナダル           | ドミニク・ティーム           | 6-4, 6-1                    |
| 2016 | ラファエル・ナダル           | 錦織圭                       | 6-4, 7-5                    |
| 2015 | 錦織圭                       | パブロ・アンドゥハル         | 6-4, 6-4                    |
| 2014 | 錦織圭                       | サンティアゴ・ヒラルド       | 6-2, 6-2                    |
| 2013 | ラファエル・ナダル           | ニコラス・アルマグロ         | 6-4, 6-3                    |
| 2012 | ラファエル・ナダル           | ダビド・フェレール           | 7-6, 7-5                    |
| 2011 | ラファエル・ナダル           | ダビド・フェレール           | 6-2, 6-4                    |
| 2010 | フェルナンド・ベルダスコ     | ロビン・セーデリング         | 6-3, 4-6, 6-3               |
| 2009 | ラファエル・ナダル           | ダビド・フェレール           | 6-2, 7-5                    |
| 2008 | ラファエル・ナダル           | ダビド・フェレール           | 6-1, 4-6, 6-1               |
| 2007 | ラファエル・ナダル           | ギリェルモ・カナス           | 6-3, 6-4                    |
| 2006 | ラファエル・ナダル           | トミー・ロブレド             | 6-4, 6-4, 6-0               |
| 2005 | ラファエル・ナダル           | フアン・カルロス・フェレーロ | 6-1, 7-6, 6-3               |
| 2004 | トミー・ロブレド             | ガストン・ガウディオ         | 6-3, 4-6, 6-2, 3-6, 6-3     |
| 2003 | カルロス・モヤ               | マラト・サフィン             | 5-7, 6-2, 6-2, 3-0 途中棄権 |
| 2002 | ガストン・ガウディオ         | アルベルト・コスタ           | 6-4, 6-0, 6-2               |
| 2001 | フアン・カルロス・フェレーロ | カルロス・モヤ               | 4-6, 7-5, 6-3, 3-6, 7-5     |
| 2000 | マラト・サフィン             | フアン・カルロス・フェレーロ | 6-3, 6-3, 6-4               |
| 1999 | フェリックス・マンティーリャ | カリム・アラミ               | 7-6, 6-3, 6-3               |
| 1998 | トッド・マーティン           | アルベルト・ベラサテギ       | 6-2, 1-6, 6-3, 6-2          |
| 1997 | アルベルト・コスタ           | アルベルト・ポルタス         | 7-5, 6-4, 6-4               |
| 1996 | トーマス・ムスター           | マルセロ・リオス             | 6-3, 4-6, 6-4, 6-1          |
| 1995 | トーマス・ムスター           | マグナス・ラーソン           | 6-2, 6-1, 6-4               |
| 1994 | リカルト・クライチェク       | カルロス・コスタ             | 6-4, 7-6, 6-2               |
| 1993 | アンドレイ・メドベデフ       | セルジ・ブルゲラ             | 6-7, 6-3, 7-5, 6-4          |
| 1992 | カルロス・コスタ             | マグヌス・グスタフソン       | 6-4, 7-6, 6-4               |
| 1991 | エミリオ・サンチェス         | セルジ・ブルゲラ             | 6-4, 7-6, 6-2               |
| 1990 | アンドレス・ゴメス           | ギリェルモ・ペレス＝ロルダン | 6-0, 7-6, 3-6, 0-6, 6-2     |
| 1989 | アンドレス・ゴメス           | ホルスト・スコッフ           | 6-4, 6-4, 6-2               |
| 1988 | ケント・カールソン           | トーマス・ムスター           | 6-3, 6-3, 3-6, 6-1          |
| 1987 | マルティン・ハイテ           | マッツ・ビランデル           | 7-6, 6-4, 4-6, 0-6, 6-4     |
| 1986 | ケント・カールソン           | アンドレアス・マウラー       | 6-2, 6-2, 6-0               |
| 1985 | ティエリ・テューレーン       | マッツ・ビランデル           | 0-6, 6-2, 3-6, 6-4, 6-0     |
| 1984 | マッツ・ビランデル           | ヨアキム・ニーストロム       | 7-6, 6-4, 0-6, 6-2          |
| 1983 | マッツ・ビランデル           | ギリェルモ・ビラス           | 6-0, 6-3, 6-1               |
| 1982 | マッツ・ビランデル           | ギリェルモ・ビラス           | 6-3, 6-4, 6-3               |
| 1981 | イワン・レンドル             | ギリェルモ・ビラス           | 6-0, 6-3, 6-0               |
| 1980 | イワン・レンドル             | ギリェルモ・ビラス           | 6-4, 5-7, 6-4, 4-6, 6-1     |
| 1979 | ハンス・ギルデマイスター     | エディ・ディッブス           | 6-4, 6-3, 6-1               |
| 1978 | バラージュ・タロツィ         | イリ・ナスターゼ             | 1-6, 7-5, 4-6, 6-3, 6-4     |
| 1977 | ビョルン・ボルグ             | マニュエル・オランテス       | 6-2, 7-5, 6-2               |
| 1976 | マニュエル・オランテス       | エディ・ディッブス           | 6-1, 2-6, 2-6, 7-5, 6-4     |
| 1975 | ビョルン・ボルグ             | アドリアーノ・パナッタ       | 1-6, 7-6, 6-3, 6-2          |
| 1974 | イリ・ナスターゼ             | マニュエル・オランテス       | 8-6, 9-7, 6-3               |
| 1973 | イリ・ナスターゼ             | マニュエル・オランテス       | 2-6, 6-1, 8-6, 6-4          |
| 1972 | ヤン・コデシュ               | マニュエル・オランテス       | 6-3, 6-2, 6-4               |
| 1971 | マニュエル・オランテス       | ボブ・ルッツ                 | 6-4, 6-3, 6-4               |
| 1970 | マニュエル・サンタナ         | ロッド・レーバー             | 6-4, 6-3, 6-4               |
| 1969 | マニュエル・オランテス       | マニュエル・サンタナ         | 6-4, 7-5, 6-4               |
| 1968 | マーティン・マリガン         | インゴ・ブディング           | 6-0, 6-1, 6-0               |
| 1967 | マーティン・マリガン         | ラファエル・オスナ           | 5-7, 7-5, 6-4, 6-3          |
| 1966 | トマス・コッホ               | ニコラ・ピリッチ             | 6-3, 6-2, 3-6, 7-5          |
| 1965 | フアン・ヒスベルト           | マーティン・マリガン         | 6-4, 4-6, 6-1, 2-6, 6-2     |
| 1964 | ロイ・エマーソン             | マニュエル・サンタナ         | 2-6, 7-5, 6-3, 6-3          |
| 1963 | ロイ・エマーソン             | ファン・マヌエル・コーダー   | 0-6, 6-4, 6-3, 4-6, 6-3     |
| 1962 | マニュエル・サンタナ         | ラマナサン・クリシュナン     | 3-6, 6-3, 6-4, 8-6          |
| 1961 | ロイ・エマーソン             | マニュエル・サンタナ         | 6-4, 6-4, 6-1               |
| 1960 | アンドレス・ヒメノ           | ジュゼッペ・メルロ           | 6-1, 6-2, 6-1               |
| 1959 | ニール・フレーザー           | ロイ・エマーソン             | 6-2, 6-4, 3-6, 6-2          |
| 1958 | スベン・デビッドソン         | メルビン・ローズ             | 4-6, 6-2, 7-5, 6-1          |
| 1957 | ハーバート・フラム           | メルビン・ローズ             | 6-4, 4-6, 6-3, 6-4          |
| 1956 | ハーバート・フラム           | ロバート・ハウ               | 6-2, 6-3, 6-0               |
| 1955 | アーサー・ラーセン           | バッジ・パティー             | 7-5, 3-6, 7-5, 2-6, 6-4     |
| 1954 | トニー・トラバート           | ビック・セイシャス           | 6-0, 6-1, 6-3               |
| 1953 | ビック・セイシャス           | エンリケ・モレア             | 6-3, 6-4, 22-20             |

### ダブルス
| 年   | 優勝者                                                | 準優勝者                                                | スコア                   |
| ---- | ----------------------------------------------------- | ------------------------------------------------------- | ------------------------ |
| 2021 | フアン・セバスティアン・カバル ロベルト・ファラ       | ホリア・テカウ ケビン・クラビーツ                       | 6-4, 6-2                 |
| 2020 | 大会開催なし                                          | 大会開催なし                                            | 大会開催なし             |
| 2019 | フアン・セバスティアン・カバル ロベルト・ファラ       | ジェイミー・マリー ブルーノ・ソアレス                   | 6-4, 7-6(7-4)            |
| 2018 | フェリシアーノ・ロペス マルク・ロペス                 | アイサム・ウル・ハク・クレシ ジャン＝ジュリアン・ロジェ | 7-6(7-5), 6-4            |
| 2017 | フロリン・メルジェ アイサム・ウル・ハク・クレシ       | フィリップ・ペッシュナー アレクサンダー・ペヤ           | 6-4, 6-3                 |
| 2016 | ボブ・ブライアン マイク・ブライアン                   | パブロ・クエバス マルセル・グラノリェルス               | 7-5, 7-5                 |
| 2015 | マリン・ドラガニャ ヘンリ・コンティネン               | ジェイミー・マリー ジョン・ピアーズ                     | 6-3, 6-7(6-8), [11-9]    |
| 2014 | ジェス・ウタ・ガルング ステファン・ロバート           | ダニエル・ネスター ネナド・ジモニッチ                   | 6-3, 6-3                 |
| 2013 | アレクサンダー・ペヤ ブルーノ・ソアレス               | ロベルト・リンドステット ダニエル・ネスター             | 5-7, 7-6(9-7), [10-4]    |
| 2012 | マリウシュ・フィルステンベルク マルチン・マトコフスキ | マルセル・グラノリェルス マルク・ロペス                 | 2-6, 7-6(9-7), [10-8]    |
| 2011 | サンティアゴ・ゴンサレス スコット・リプスキー         | ボブ・ブライアン マイク・ブライアン                     | 5-7, 6-2, [12-10]        |
| 2010 | ダニエル・ネスター ネナド・ジモニッチ                 | レイトン・ヒューイット マーク・ノールズ                 | 4-6, 6-3, [10-6]         |
| 2009 | ダニエル・ネスター ネナド・ジモニッチ                 | マヘシュ・ブパシ マーク・ノールズ                       | 6-3, 7-6                 |
| 2008 | ボブ・ブライアン マイク・ブライアン                   | マリウシュ・フィルステンベルク マルチン・マトコフスキ   | 6-3, 6-2                 |
| 2007 | アンドレイ・パベル アレクサンダー・ワスケ             | ラファエル・ナダル バルトロメ・サルバ＝ビダル           | 6-3, 7-6                 |
| 2006 | マーク・ノールズ ダニエル・ネスター                   | マリウシュ・フィルステンベルク マルチン・マトコフスキ   | 6-2, 6-7, [10-5]         |
| 2005 | リーンダー・パエス ネナド・ジモニッチ                 | フェリシアーノ・ロペス ラファエル・ナダル               | 6-3, 6-3                 |
| 2004 | マーク・ノールズ ダニエル・ネスター                   | マリアノ・オード セバスチャン・プリエト                 | 4-6, 6-3, 6-4            |
| 2003 | ボブ・ブライアン マイク・ブライアン                   | クリス・ハガード ロビー・コーニッグ                     | 6-4, 6-3                 |
| 2002 | マイケル・ヒル ダニエル・バチェク                     | ルーカス・アーノルド・カー ガストン・エトリス           | 6-4, 6-4                 |
| 2001 | ドナルド・ジョンソン ジャレッド・パーマー             | トミー・ロブレド フェルナンド・ビセンテ                 | 7-6, 6-4                 |
| 2000 | ニクラス・クルティ ミカエル・ティルストロム           | ポール・ハーフース サンドン・ストール                   | 6-2, 6-7, 7-6            |
| 1999 | ポール・ハーフース エフゲニー・カフェルニコフ         | マッシモ・ベルトリーニ クリスティアン・ブランディ       | 7-5, 6-3                 |
| 1998 | ヤッコ・エルティン ポール・ハーフース                 | エリス・フェレイラ リック・リーチ                       | 7-5, 6-0                 |
| 1997 | アルベルト・ベラサテギ ジョルディ・ブリロ             | パブロ・アルバノ アレックス・コレチャ                   | 6-3, 7-5                 |
| 1996 | ルイス・ロボ ハビエル・サンチェス                     | ニール・ブロード ピート・ノーバル                       | 6-1, 6-3                 |
| 1995 | トレバー・クロネマン デビッド・マクファーソン         | アンドレア・ガウデンツィ ゴラン・イワニセビッチ         | 6-2, 6-4                 |
| 1994 | エフゲニー・カフェルニコ ダヴィッド・リクル           | ジム・クーリエ ハビエル・サンチェス                     | 5-7, 6-1, 6-4            |
| 1993 | シェルビー・キャノン スコット・メルビル               | セルヒオ・カサル エミリオ・サンチェス                   | 7-6, 6-1                 |
| 1992 | アンドレス・ゴメス ハビエル・サンチェス               | イワン・レンドル カレル・ノバチェク                     | 6-4, 6-4                 |
| 1991 | オラシオ・デ・ラ・ペーニャ ディエゴ・ナルギソ         | ボリス・ベッカー エリック・イエレン                     | 3-6, 7-6, 6-4            |
| 1990 | アンドレス・ゴメス ハビエル・サンチェス               | セルヒオ・カサル エミリオ・サンチェス                   | 7-6, 7-5                 |
| 1989 | グスタボ・ルザ クリスティアン・ミヌッシ               | セルヒオ・カサル トマシュ・スミッド                     | 6-3, 6-3                 |
| 1988 | セルヒオ・カサル エミリオ・サンチェス                 | クラウディオ・メザドリ ディエゴ・ペレス                 | 6-4, 6-3                 |
| 1987 | ミロスラフ・メチージュ トマシュ・スミッド             | ハビエル・フラナ クリスティアン・ミヌッシ               | 6-1, 6-2                 |
| 1986 | ヤン・グンナーソン ヨアキム・ニーストロム             | カルロス・ディ・ラウラ クラウディオ・パナッタ           | 6-3, 6-4                 |
| 1985 | セルヒオ・カサル エミリオ・サンチェス                 | ヤン・グンナーソン ミカエル・モーテンセン               | 6-3, 6-3                 |
| 1984 | パベル・スロジル トマシュ・スミッド                   | マルティン・ハイテ ビクトル・ペッチ                     | 6-2, 6-0                 |
| 1983 | アンダース・ヤリード ハンス・シモンソン               | Jim Gurfein Erick Iskersky                              | 7-5, 6-3                 |
| 1982 | アンダース・ヤリード ハンス・シモンソン               | カルロス・キルメイヤー カシオ・モッタ                   | 6-3, 6-2                 |
| 1981 | アンダース・ヤリード ハンス・シモンソン               | アンドレス・ゴメス ハンス・ギルデマイスター             | 6-1, 6-4                 |
| 1980 | スティーブ・デントン イワン・レンドル                 | パベル・スロジル バラージュ・タロツィ                   | 6-2, 6-7, 6-3            |
| 1979 | パオロ・ベルトルッチ アドリアーノ・パナッタ           | カルロス・キルメイヤー カシオ・モッタ                   | 6-4, 6-3                 |
| 1978 | ゼリコ・フラヌロビッチ ハンス・ギルデマイスター       | Jean-Louis Haillet Gilles Moretton                      | 6-1, 6-4                 |
| 1977 | ヴォイチェフ・フィバク ヤン・コデシュ                 | ボブ・ヒューイット フルー・マクミラン                   | 6-0, 6-4                 |
| 1976 | ブライアン・ゴットフリート ラウル・ラミレス           | ボブ・ヒューイット フルー・マクミラン                   | 7-6, 6-4                 |
| 1975 | ビョルン・ボルグ ギリェルモ・ビラス                   | ヴォイチェフ・フィバク カール・メイラー                 | 3-6, 6-4, 6-3            |
| 1974 | フアン・ヒスベルト イリ・ナスターゼ                   | マニュエル・オランテス ギリェルモ・ビラス               | 3-6, 6-0, 6-2            |
| 1973 | イリ・ナスターゼ トム・オッカー                       | アントニオ・ムノツ マニュエル・オランテス               | 4-6, 6-3, 6-2            |
| 1972 | フアン・ヒスベルト マニュエル・オランテス             | フルー・マクミラン イリ・ナスターゼ                     | 6-3, 3-6, 6-4            |
| 1971 | ゼリコ・フラヌロビッチ フアン・ヒスベルト             | クリフ・ドリスデール アンドレス・ヒメノ                 | 7-6, 6-2, 7-6            |
| 1970 | ルー・ホード マニュエル・サンタナ                     | アンドレス・ヒメノ ロッド・レーバー                     | 6-4, 9-7, 7-5            |
| 1969 | マニュエル・オランテス パトリシオ・ロドリゲス         | テリー・アディソン レイ・ケルディー                     | 8-10, 6-3, 6-1, 5-7, 6-2 |
| 1968 | カルロス・フェルナンデス パトリシオ・ロドリゲス       | トーマス・コッホ ホセ・マンダリノ                       | 6-2, 3-6, 6-3, 6-1, 6-4  |
| 1967 | トーマス・コッホ ホセ・マンダリノ                     | ラマナサン・クリシュナン ラファエル・オスナ             | 6-2, 6-4, 8-6            |
| 1966 | ロイ・エマーソン フレッド・ストール                   | トーマス・コッホ ホセ・マンダリノ                       | 9-7, 6-4                 |
| 1965 | ロイ・エマーソン ラマナサン・クリシュナン             | ホセ・ルイス・アレラ マニュエル・サンタナ               | 6-2, 6-1, 6-1            |
| 1964 | ロイ・エマーソン ケン・フレッチャー                   | ホセ・マンダリノ エドゥアルド・ソリアーノ               | 6-3, 8-6, 1-6, 5-7, 6-3  |
| 1963 | ロイ・エマーソン マニュエル・サンタナ                 | ホセ・ルイス・アレラ エドゥアルド・ソリアーノ           | 5-7, 6-2, 3-6, 7-5, 6-3  |
| 1962 | ロイ・エマーソン ニール・フレーザー                   | ボブ・ヒューイット フレッド・ストール                   | 8-6, 8-6, 6-4            |
| 1961 | ボブ・ヒューイット フレッド・ストール                 | ボブ・マーク マニュエル・サンタナ                       | 2-6, 6-3, 6-4, 6-4       |
| 1960 | ロイ・エマーソン ニール・フレーザー                   | ホセ・ルイス・アレラ アンドレス・ヒメノ                 | 6-4, 6-0, 6-4            |
| 1959 | ロイ・エマーソン ニール・フレーザー                   | ルイス・アヤラ ロッド・レーバー                         | 6-2, 4-6, 6-4, 13-11     |
| 1958 | ヤロスラフ・ドロブニー バッジ・パティー               | メルビン・ローズ ウォーレン・ウッドコック               | 7-5, 6-3, 6-2            |
| 1957 | ロバート・ハウ メルビン・ローズ                       | ハーバート・フラム シドニー・シュワルツ                 | 6-3, 6-3, 5-7, 6-1       |
| 1956 | ドン・キャンディ ルー・ホード                         | ロバート・ハウ アーサー・ラーセン                       | 6-1, 6-1, 6-2            |
| 1955 | メルビン・ローズ ジョージ・ワーシントン               | アーサー・ラーセン バッジ・パティー                     | 6-2, 2-6, 6-2, 6-1       |
| 1954 | ビック・セイシャス トニー・トラバート                 | ジャック・アーキンストール マルコム・フォックス         | 6-3, 6-4, 6-2            |
| 1953 | エンリケ・モレア ビック・セイシャス                   | Jaime Bartrolí レナート・ベルゲリン                     | 6-3, 3-6, 6-3, 6-1       |

## 記録
- シングルス最多優勝
  -  ラファエル・ナダル: 12 (2005–2009, 2011–2013, 2016–2018, 2021)
- ダブルス最多優勝
  -  ロイ・エマーソン: 7 (1959–1960, 1962–1966）